# Fleur d’Épine
Fleur d'Épine (česky přibližně „trnitý květ“, jméno titulní postavy) je komicko-kouzelná opera (opéra comique, původním označením „comédie mêlée d'ariettes“) o dvou dějstvích francouzské skladatelky Marie-Emmanuelle Bayonové, též zvané Madame Louis, na libreto z pozůstalosti abbého Clauda-Henriho de Fusée de Voisenon (1708–1775) podle prózy skotského, francouzsky píšícího spisovatele hraběte Antoina Hamiltona Histoire de Fleur-d'Épine. Premiéra opery se konala 22. srpna 1776 v pařížském divadle Théâtre de la Comédie-Italienne (v sále Hotel de Bourgogne).

## Vznik, historie a charakteristika
Marie-Emmanuelle Bayonová (1746–1825) byla již v raném věku virtuoska ve hře na fortepiano, které pomáhala prosazovat proti jiným obdobným dosud převládajícím nástrojům, a pod patronací markýzy de Langeron pronikla do salonů v Paříži a Bordeaux, kde se spřátelila s předními intelektuály jako Madame de Genlis, Denisem Diderotem aj. Roku 1770 se provdala za Victora (vl. jm. Louise-Nicolase) Louise (1731–1800), slavného divadelního architekta, který proslul zejména jako tvůrce Velkého divadla v Bordeaux. Bayonová komponovala skladby různých žánrů a jsou zprávy o několika komických operách, které byly provedeny soukromě v různých salonech. Jedinou operou, která se dostala na veřejné jeviště, byla její hudební pohádka Fleur d'Épine. Je to první opéra comique hraná v Comédie-Italienne (nynější Théâtre national de l'Opéra-Comique), k níž hudbu napsala žena. Podle zpráv navíc „díky své pověsti dosáhla toho, že tento kus divadlo zařadilo na program před mnohými jinými, které byly obdrženy dříve“.
Partitura Fleur d'Épine se svými dvěma akty, předehrou a dvaceti hudebními čísly patří k nejctižádostivějším skladbám ze ženské ruky tohoto období. Styl prozrazuje značný italský vliv, především hojný výskyt koloratury. Nejoceňovanějším hudebním číslem byla již ve své době vtipná ukolébavka, jíž se uvězněná princezna Fleur d'Épine snaží uspat svého přihlouplého nápadníka Dentillona; když se přitom neprozřetelně objeví její milý Tarare, zachrání se tím, že předstírá, že je Dentillonovou ozvěnou. Tato scéna obsahuje mnoho důmyslného slovního i hudebního humoru. Divadelní historik Antoine d'Origny vedle toho vyzvedl tercet v dialogu (Un garçon) a velkou koloraturní árii (Quand l'hymen vient couronner l'amour) a celkově o hudbě soudil, že nabízí „skutečné krásy“. Zato Guillaume-Thomas Raynal mínil, že vyjma zmíněný duet s ozvěnou a jednu arietu hlavní hrdinky „se tato hra jako celek zdála chladnou a její slova a hudba slibují jen prostřední úspěch“.
Fleur d'Épine měla v sezoně 1776/77 dvanáct představení, ale hrála se i později a pronikla na divadla mimo Paříž., například do Bordeaux do hlavního bruselského divadla Théâtre de la Monnaie, kam ji přivezli roku 1784 Alexandre a Herman Bultonovi.

## Osoby a první obsazení
| osoba                                                                           | hlasový obor          | premiéra (22. srpna 1776) |
| ------------------------------------------------------------------------------- | --------------------- | ------------------------- |
| Víla Seraine                                                                    | soprán                | Mme Moulinghen            |
| Fleur-d'Épine [= Trnitý květ], její dcera                                       | soprán                | Marie-Jeanne Trial        |
| Tarara, princ                                                                   | baryton               | Julien                    |
| Dentue [= Zubatá], víla                                                         | tenor (rôle travesti) | Louis Michu               |
| Dentillon [= Zoubek], její syn                                                  | tenor                 | Antoine Trial             |
| Příbuzní víly Dentue; géniové z průvodu víly Seraine; lidé osvobození ze zakltí |                       |                           |

## Děj opery

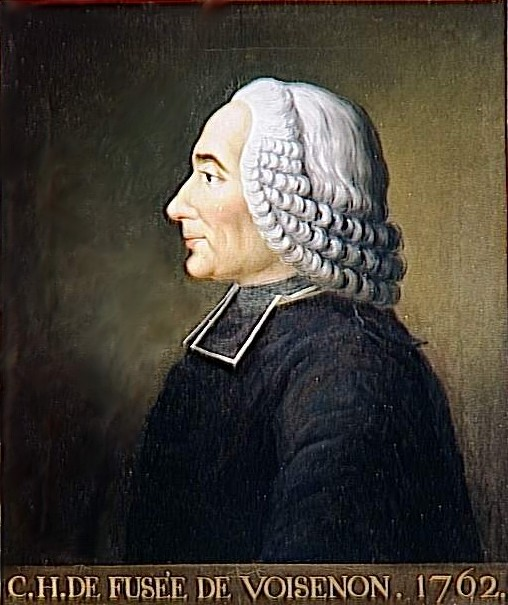
Libretista Fleur d'Épine abbé de Voisenon

(Odehrává se v doupěti víly Dentue)

### 1. dějství
Víla Dentue honí princeznu Fleur d'Épine do práce; ta je unavená a pláče (duet Allons, finissez vore tâche). Dozvídáme se, že víla vězní princeznu hlavně z prosté zlomyslnosti, ale také proto, aby ji provdala za svého syna, prince Dentillona. Dohlíží na var svého lektvaru (arieta Je tourne sans cesse) a vysvětluje Fleur d'Épine, že ji zde drží mocné kouzlo a že ji odsud nikdo nevysvobodí, protože to by víle musel uzmout Zvonící kobylu a Svítící klobouk. Jenže oba jsou pod zámkem a navíc kobyla tolik zvoní a klobouk tolik svítí, že odnést je nepozorovaně je prakticky nemožné.
Pak jde víla na obhlídku a nechává princeznu samotnou. Ta si vzdychá, že ji její milý opustil (arieta Quand on est tendre). Ale její milý, princ Tarare, právě pronikl dovnitř. Fleur d'Épine je potěšen, aby když zjistí, že je ozbrojen jen svou odvahou, má o něho hned strach a posílá ho pryč. Tarare je však rozhodnut zůstat a pomoci jí (arieta Á l'amour tout est possible). Princezna mu znovu vypočítává překážky a posílá ho pryč, ale je pozdě: víla Dentue se vrátila, Tarara přistihla a zuří (tercet Un garçon! Un garçon!). Tarare nemá narychlo vhodnou odpověď na otázku, co tu hledá, až ho Fleur d'Épine dostrká k prohlášení, že sem přišel z lásky... k víle Dentue. Hovořit o milostném citu – byť vágně – nedělá Tararovi problém (arieta On ne doit compter). Víla Dentue, nejdříve podezřívavá, je okouzlena a ještě na dnes večer chce uspořádat svatební obřad (arieta Je craindrai peu qu'on me chagrine), jen co sezve příbuzenstvo.
Tarare si nad situací, do které ho Fleur d'Épine dostala, a přemítá, zda se má více bát víliny lásky nebo hněvu. Tu se objeví stařena žebrající o almužnu (arieta Mes chers enfants). Fleur d'Épine a Tarare ovšem nemají mnoho co nabídnout, ale to stařeně – totiž víle Seraine v přestrojení – nevadí. Přišla milencům pomoci, protože sama zná dobře kouzlo lásky (arieta C'est l'état de notre cœur). Dá jim ne zrovna kouzelná, ale praktické dary: Fleur d'Épine dostane hrstku soli a Tarate nádobku s lepem. Nato stařena odchází s dobrými radami do života a Fleur d'Épine a Tarare jí děkují (tercet Ah! de mes dons devinez l'usage).

### 2. dějství

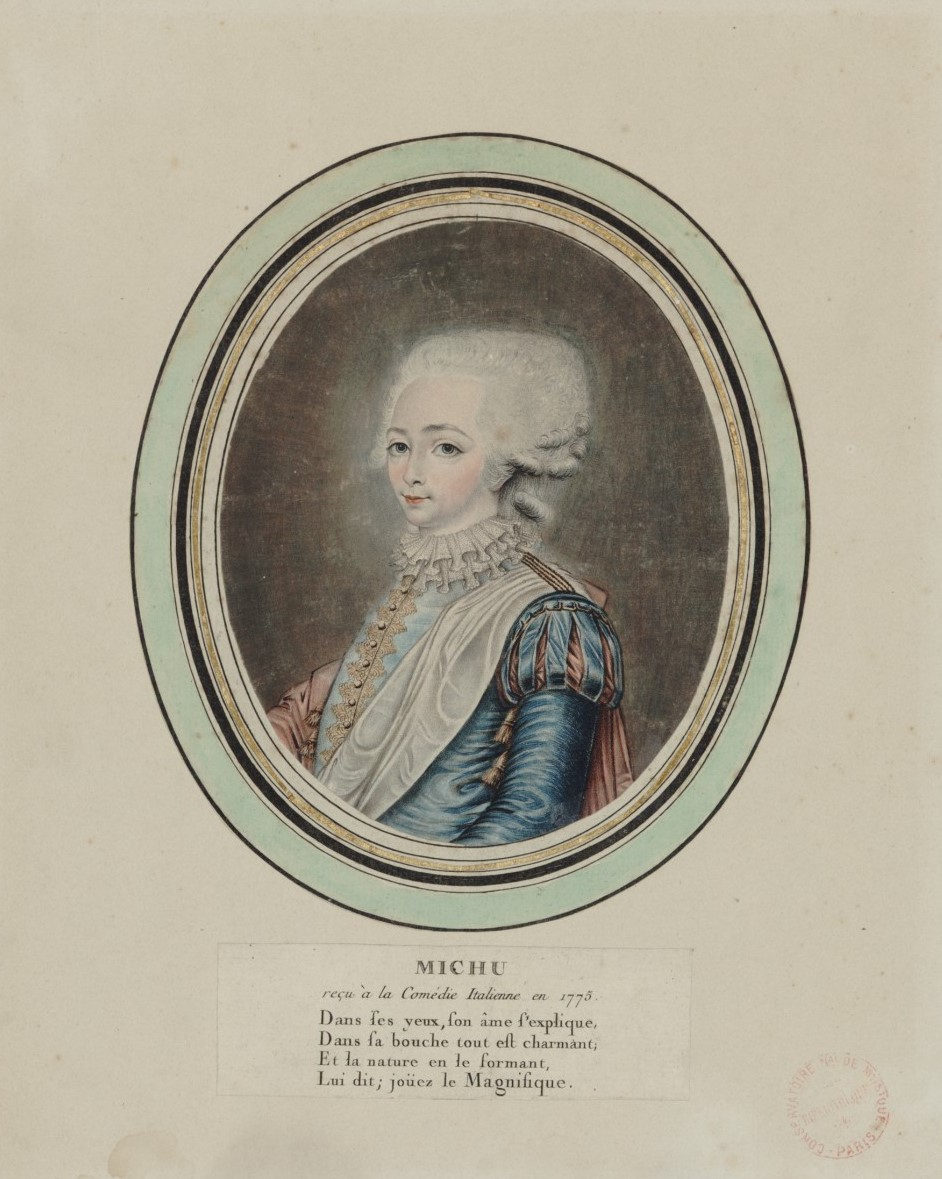
Mladý zpěvák Louis Michu hrál jako první zlou vílu Dentue

Tarare si dodává odvahy, že jeho láska zvítězí (arieta Le calme renaît dans mon âme). Podařilo se mu totiž zalepit zvonečky Zvonivé kobyly, aby nezněly, a podařilo se mu ji ovládnout; teď ještě zísat Svítící klobouk. Víla Dentue zatím shromáždila svou rodinu k svatbě (arieta Tout est prêt à finir). Je to směska nejrůznějších podivných a směšných figurek (arieta Dentue, Fleur d'Épine, Tarara a sboru Ma gentille famille). Tarare se snaží obřad oddálit poukazuje na to, že není přítomen princ Dentillon, jenže ten se právě vrací z cest a služebnice i matka ho vítají (sbor D'un Prince doux et débonnaire). Princ se z výpravy po světě vrací triumfálně: všude, kde se objevil, mu vzdávali úctu smíchem (arieta Dentillona a Dentue se sborem Bon jour, belle maman!). Dentillon chce matce její nadcházející sňatek zakázat – ledaže si souběžně může vzít on Fleur d'Épine. Dentue k této podmínce beze všeho svoluje.
Jenže pak zjistí problém: lektvar, který jí zaručuje její moc, se zkazil – Fleur d'Épine do něj totiž hodila hrst soli (arieta Je prétends déplacer la lune). K přípravě nové návrhy musí jít hledat přísady a nechat klíč od Svítícího klobouku na opatrování Dentillonovi. Tarare ji nedobrovolně doprovází. Fleur d'Épine se snaží přijít na způsob, jak Dentillonovi uzmout klíč, předstírá mu náklonnost a dozví se, že ho hudba uspává. Zpívá mu proto ukolébavku, naoko o jejich sňatku (arieta Quand l'hymen vient couronner l'amour). Tararovi se podařilo uniknout víle Dentue  vrátil se, ale jeho příchod hrozí opět vzbudit Dentillona. Ten se rozespale ptá, co to zaslechl, a Tarare předstírá, že je ozvěna (duet s ozvěnou Écho – Écho). Fleur d'Épine Dentillona znovu uspává, a když se jí to podaří, Tarare mu sebere klíče (arieta Au bord d'une onde pure). Pak se ale Dentillon vzbudí a zděšeně hledá klíč (duet Ah! quelle aventure affreuse).
Dentue se vrací rozezlena: Tarare právě unikl se Zvonící kobylou a Svítícím kloboukem. Víla se oboří na syna, zatímco Fleur d'Épine se směje (tercet Ah! quelle aventure affreuse... Vous êtes, sans contredit). Dentue svolává své příbuzné, aby Tarare pronásledovali, ale objeví se víla Seraine. Je mnohem mocnější, než Dentue, a mladé milence jen zkoušela. Osvobozuje lidi zakleté vílou Dentue v kameny a ti mohou spolu s Fleur d'Épine a Tartarem zpívat chválu vítězné lásce (sbor L'Amour remporte la victoire, duet Quel bonheur se répand sur nous).

## Instrumentace
Dvoje housle, viola, dvě flétny, dva klarinety, fagot, dva lesní rohy, basso continuo.